# Yngve Källqvist
Yngve Källqvist, född 16 januari 1949, död 25 november 2023, var en svensk fotbollsmålvakt.
Källqvist spelade 233 seriematcher för Örgryte IS mellan 1971 och 1981, varav 119 matcher i Allsvenskan. Han spelade bland annat samtliga 26 matcher då klubben blev seriesegrare i Division II Södra 1974.